# Кауачеу
Кауачеу (рум. Cauaceu) — село у повіті Біхор в Румунії. Входить до складу комуни Біхарія.
Село розташоване на відстані 442 км на північний захід від Бухареста, 10 км на північ від Ораді, 132 км на захід від Клуж-Напоки.

## Населення
За даними перепису населення 2002 року у селі проживали 676 осіб.
Національний склад населення села:
| Національність | Кількість осіб | Відсоток |
| -------------- | -------------- | -------- |
| угорці         | 650            | 96,2%    |
| румуни         | 26             | 3,8%     |

Рідною мовою назвали:
| Мова      | Кількість осіб | Відсоток |
| --------- | -------------- | -------- |
| угорська  | 650            | 96,2%    |
| румунська | 26             | 3,8%     |